# ۲۴۴ (پیش از میلاد)
۲۴۴ (پیش از میلاد) ۲۴۴مین سال قبل از تقویم میلادی است.